# Idumea

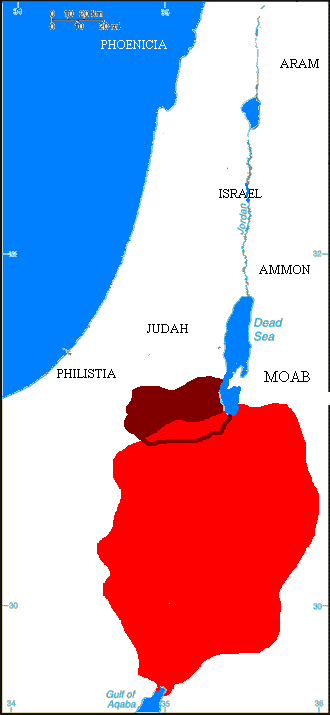
Kolorem jasnoczerwonym zaznaczono granice Edomu w okresie największego rozwoju terytorialnego (ok. 600 p.n.e.), kolorem ciemnoczerwonym przybliżone granice późniejszej Idumei

Idumea (łac. Idumaea, hebr. Edom – czerwony) – kraina historyczna na południu Izraela, pierwotnie ciągnąca się aż do Morza Czerwonego. Od VI wieku p.n.e. ograniczona do okolic Hebronu i wzgórz między Morzem Martwym, a Morzem Śródziemnym. Zamieszkana przez Idumejczyków (Edomitów), będących plemieniem o semickim rodowodzie.
Ok. 163 p.n.e. terytorium Edomu zostało podbite przez Judę Machabeusza, władcę żydowskiego. Ostatecznie ok. 125 p.n.e. podbił Edomitów Jan Hirkan I, który zmusił ich do przyjęcia religii żydowskiej. Od tej pory Edomici stanowili część narodu żydowskiego.
Idumejczyk Antypater był doradcą króla Jana Hirkana II i ojcem Heroda Wielkiego, króla Judei. Za Heroda Wielkiego Idumea była rządzona przez gubernatorów, wśród których byli jego brat Józef i szwagier Kostobar I. Po śmierci Heroda Wielkiego Idumea została prowincją rzymską, po powstaniu żydowskim włączoną przez Tytusa do prowincji Judea. Następnie Rzymianie przyłączyli ją do prowincji Palestyna. Chociaż Idumejczycy przestali być odrębnym ludem, nazwa geograficzna „Idumea” przetrwała aż do czasów św. Hieronima.